# ويليام لويرون
ويليام لويرون (بالفرنسية: William Louiron)‏ (13 مارس 1978 في فرنسا - ) هو لاعب كرة قدم فرنسي في مركز الدفاع. لعب مع ستاد ريمس ونادي أنجيه ونادي بولون ونادي روان ونادي غرونوبل.

## روابط خارجية
- ويليام لويرون على موقع قاعدة بيانات كرة القدم.إي يو (الإنجليزية)